# Congonhinhas
Congonhinhas é um município brasileiro no interior do estado do Paraná, Região Sul do país. Situa-se na Mesorregião do Norte Pioneiro Paranaense.
O nome da cidade foi originado da planta Congonha (abundante na região), uma erva muito empregada como substituta do mate, principalmente para o chimarrão dos primitivos habitantes.

## História
A povoação de Congonhinhas aconteceu a partir de 1926, quando foram doados nove alqueires de terras para a Mitra Diocesana. Os doadores foram José Luiz de Oliveira, Eugenia Domingues da Costa, José Domingues da Costa, Joaquim Luiz de Oliveira e João Canedo da Silva.
Na década de 1930, já era um Distrito, com o nome de Congonhinhas e pertencente ao Município de São Jerônimo da Serra. Posteriormente, passou a ser um distrito de Tomazina e em 20 de março de 1945 é instalado o município.

## Economia
A principal atividade é o cultivo da soja, seguida pelas plantações de milho.